# 伍迪島 (阿拉斯加州)
57°47′N 152°20′W / 57.783°N 152.333°W

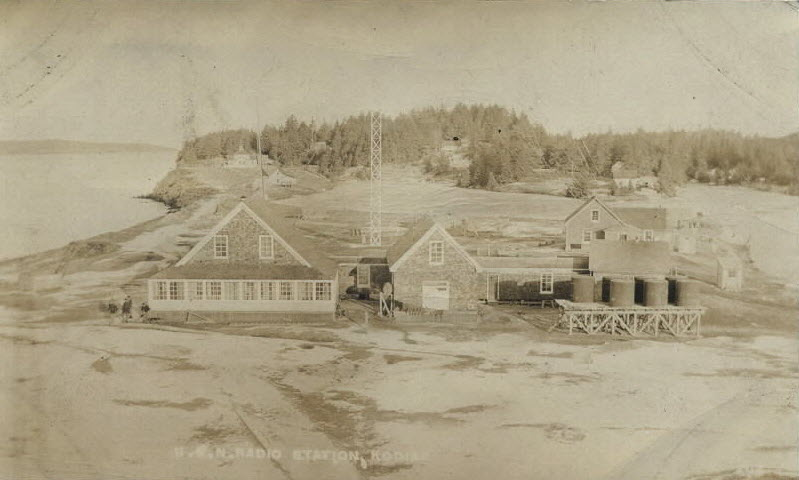
1915年伍迪島的照片

伍迪島是美國阿拉斯加州的島嶼，位於科迪亞克市以東4.2公里的太平洋海域，屬於科迪亞克群島的一部分，長4公里、寬2.5公里，面積6.66平方公里，最高點海拔高度49米。